# Gaertnera
Gaertnera es un género con 134 especies de plantas con flores perteneciente a la familia de las rubiáceas. Es nativo de los trópicos de Asia, África y Madagascar.

## Descripción
Son arbustos y árboles pequeños que se encuentran  en los trópicos del Viejo Mundo, en los bosques húmedos siempre verdes deade el nivel del mar hasta una altitud 2000 metros. Puede ser reconocido dentro de la familia Rubiaceae por su hábito leñoso, su generalmente bien desarrolladas estípulas tubulares; sus crestas distintivas o alas que rodean los lados y el fondo del pecíolo y que con frecuencia se extiende hacia arriba en la vaina: Las inflorescencias básicamente cimosas  terminales, o axilares, y / o supra-axilares. El cáliz con un tubo bien desarrollado, y en forma de embudo de color blanco, rosa o rojo. Las frutas drupáceas con 2 pirenos.

## Taxonomía
El género fue descrito por Jean-Baptiste Lamarck y publicado en Tableau Encyclopédique et Methodique ... Botanique 1: 379, t. 167, figs. a–m. 1792. La especie tipo es: Gaertnera vaginata Poir. 

## Especies seleccionadas
- Gaertnera alata Bremek. ex Malcomber & A.P.Davis 2005
- Gaertnera arenaria Baker 1883
- Gaertnera australiana C.T.White 1942
- Gaertnera bambusifolia Malcomber & A.P.Davis 2005[5]